# Seksualni, niebezpieczni
Seksualni, niebezpieczni (ang. The Inbetweeners Movie) – brytyjski film komediowy z 2011 roku w reżyserii Bena Palmera, będący kontynuacją serialu telewizyjnego stacji E4 pt. The Inbetweeners.

## Fabuła
Czwórka przyjaciół po ukończeniu szkoły wybrała się na wakacje na Kretę.

## Obsada
- Simon Bird jako Will McKenzie
- Joe Thomas jako Simon Cooper
- James Buckley jako Jay Cartwright
- Blake Harrison jako Neil Sutherland
- Lydia Rose Bewley jako Jane
- Laura Haddock jako Alison
- Jessica Knappett jako Lisa
- Tamla Kari jako Lucy
- Emily Head jako Carli D’Amato
- Theo James jako James
- Greg Davies jako pan Gilbert
- Anthony Head jako pan McKenzie
- Theo Barklem-Biggs jako Richard

## Soundtrack
- Miles Kane – „Quicksand”
- Mike Skinner – „No Problemo”
- „Mental Holiday” (z The Inbetweeners)
- The Vines – „Gimme Love'”
- Kesha – „Blow (Cirkut Remix)”
- „Introduce Yourself” (z The Inbetweeners)
- Yolanda Be Cool – „We No Speak Americano (Radio Edit)”
- Smash Mouth – „Hot (Radio Edit)”
- Axwell – „Nothing But Love (Radio Edit)”
- Mike Skinner – „FerNando’s Theme”
- „You're A Virgin” (z The Inbetweeners)
- Mike Skinner – „Twenty Euros”
- Mike Skinner – „Waving Not Drowning”
- „He Shoots He Scores” (z The Inbetweeners)
- Mike Skinner – „Clunge in a Barrel”
- Deer Tick – „Twenty Miles”
- Mike Skinner – „We Are Go”
- Everything Everything – „MY KZ, YR BF (Grum Remix)”
- Mike Skinner – „Moanatronic 5000"
- The D.O.T – „Whatever It Takes”
- „Two Man Job” (z The Inbetweeners)
- Mike Skinner – „Do It”
- Sean Kingston – „Party All Night (Sleep All Day)”
- Morning Runner – „Gone up in Flames”
- Mike Skinner – „Pussay Patrol”
- „To The Pussay” (z The Inbetweeners)

Piosenki, które nie pojawiły się na oficjalnym soundtracku, ale pojawiły się w filmie:
- Calvin Harris – „Feel So Close (Benny Benassi Remix)”
- Pixie Lott – „All About Tonight”
- Plan B – „Stay Too Long”
- Funky G – „Kafana na Balkanu"